# Ambassade de France en Angola
L'ambassade de France en Angola est la représentation diplomatique de la République française auprès de la république d'Angola. Elle est située à Luanda, la capitale du pays, et son ambassadrice est, depuis 2023, Sophie Aubert.

## Ambassade
L'ambassade est située dans le quartier de Ingombota, au cœur de Luanda. Elle accueille aussi une section consulaire.

## Ambassadeurs de France en Angola
| De   | À    | Ambassadeur                   |
| ---- | ---- | ----------------------------- |
| 1977 | 1978 | Peyronnet (chargé d'affaires) |
| 1978 | 1982 | Jacques Posier                |
| 1982 | 1984 | Jean Galabru                  |
| 1984 | 1987 | Jacques Gasseau               |
| 1987 | 1989 | Michel Huriet                 |
| 1989 | 1993 | Stanislas Filliol             |
| 1993 | 1996 | François Gendreau             |
| 1996 | 2001 | André Cira                    |
| 2001 | 2004 | Alain Richard                 |
| 2004 | 2007 | Guy Azaïs                     |
| 2007 | 2010 | Francis Blondet               |
| 2010 | 2013 | Philippe Garnier              |
| 2013 | 2016 | Jean-Claude Moyret            |
| 2016 | 2020 | Sylvain Itté                  |
| 2020 | 2023 | Daniel Vosgien                |
| 2023 | auj. | Sophie Aubert                 |

## Relations diplomatiques
Le 31 janvier 1977, la France décide l'établissement de relations diplomatiques avec l'Angola et la création d'une ambassade à Luanda. Le premier ambassadeur est nommé et installé l'année suivante.

## Consulat
Outre le consulat de Luanda, il existe depuis mai 2011 un consul honoraire qui exerce à Lobito.

### Communauté française
Au 31 décembre 2016, 1 766 Français sont inscrits sur les registres consulaires en Angola.
| 2001  | 2002  | 2003  | 2004  |
| ----- | ----- | ----- | ----- |
| 1 109 | 1 107 | 1 190 | 1 196 |

| 2005  | 2006  | 2007  | 2008  |
| ----- | ----- | ----- | ----- |
| 1 202 | 1 447 | 1 577 | 1 710 |

| 2009  | 2010  | 2011  | 2012  |
| ----- | ----- | ----- | ----- |
| 1 695 | 1 859 | 2 070 | 2 067 |

| 2013  | 2014  | 2015  | 2016  |
| ----- | ----- | ----- | ----- |
| 1 896 | 1 768 | 1 838 | 1 766 |

### Circonscriptions électorales
Depuis la loi du 22 juillet 2013 réformant la représentation des Français établis hors de France avec la mise en place de conseils consulaires au sein des missions diplomatiques, les ressortissants français de l'Angola élisent pour six ans trois conseillers consulaires. Ces derniers ont trois rôles : 
1. ils sont des élus de proximité pour les Français de l'étranger ;
2. ils appartiennent à l'une des quinze circonscriptions qui élisent en leur sein les membres de l'Assemblée des Français de l'étranger ;
3. ils intègrent le collège électoral qui élit les sénateurs représentant les Français établis hors de France.

Pour l'élection à l'Assemblée des Français de l'étranger, l'Angola appartenait jusqu'en 2014 à la circonscription électorale de Brazzaville, comprenant aussi la république du Congo et la république démocratique du Congo, et désignant trois sièges. L'Angola appartient désormais à la circonscription électorale « Afrique centrale, australe et orientale » dont le chef-lieu est Libreville et qui désigne cinq de ses 37 conseillers consulaires pour siéger parmi les 90 membres de l'Assemblée des Français de l'étranger.
Pour l'élection des députés des Français de l’étranger, l'Angola dépend de la 10e circonscription.